# جيوفيري دومينغ
جيوفيري دومينغ (9 نوفمبر 1980 بأربونة في فرنسا - ) (بالفرنسية: Geoffrey Doumeng) هو لاعب كرة قدم فرنسي في مركز الوسط. شارك مع منتخب فرنسا تحت 16 سنة لكرة القدم ومنتخب فرنسا تحت 17 سنة لكرة القدم. أما مع النوادي، فقد لعب مع نادي تشونبوري ونادي تور ونادي سيت ونادي فالينسيان ونادي لانس ونادي مونبلييه ونادي نانسي وPhuket F.C. ‏.

## وصلات خارجية
- جيوفيري دومينغ على موقع رابطة كرة القدم الفرنسية للمحترفين (الإنجليزية)
- جيوفيري دومينغ على موقع قاعدة بيانات كرة القدم.إي يو (الإنجليزية)
- جيوفيري دومينغ على موقع ليكيب (الفرنسية)